# Bundesamt für Verbraucherschutz und Lebensmittelsicherheit

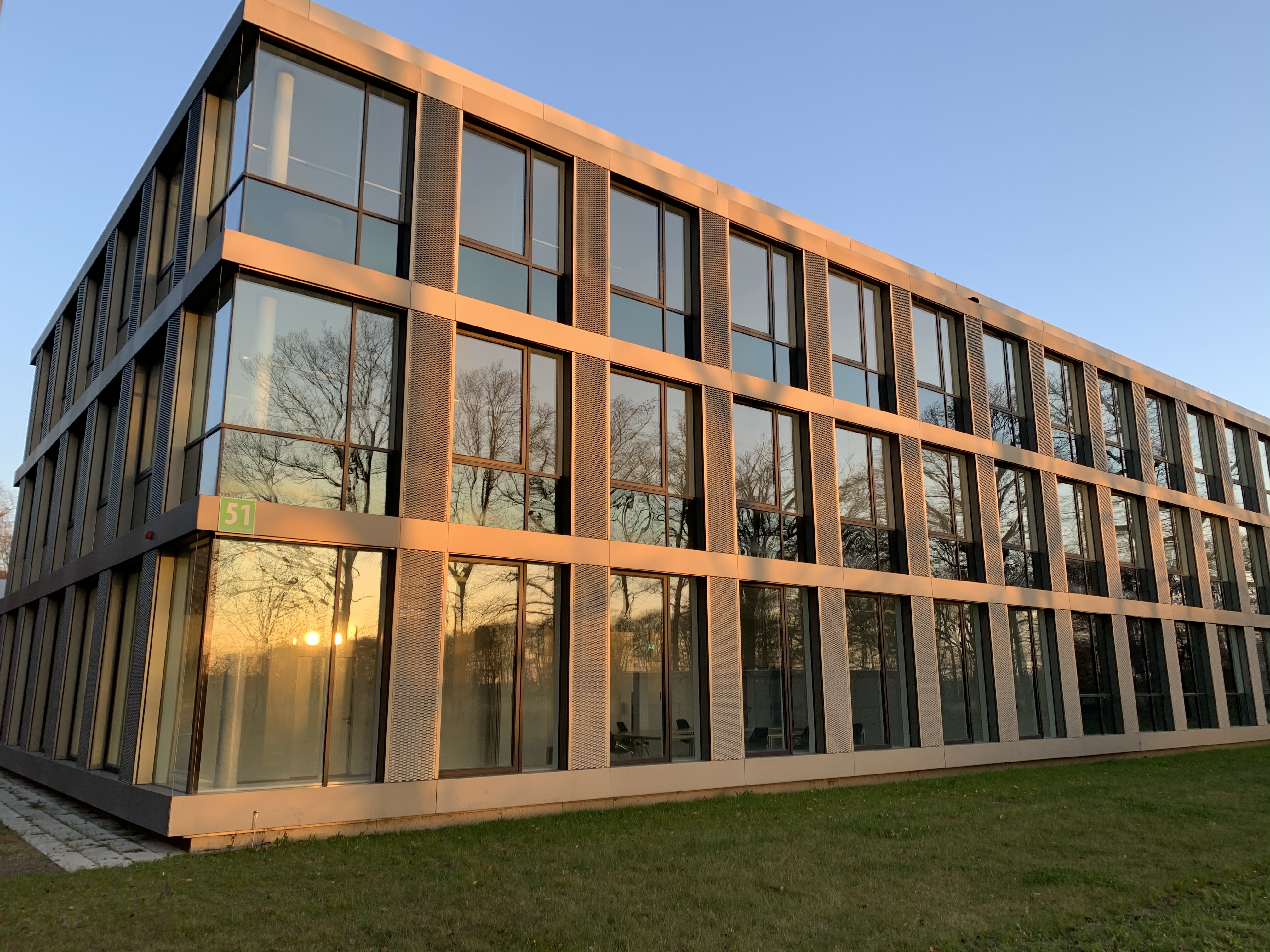
Die BVL-Dienststelle in Braunschweig-Bundesallee

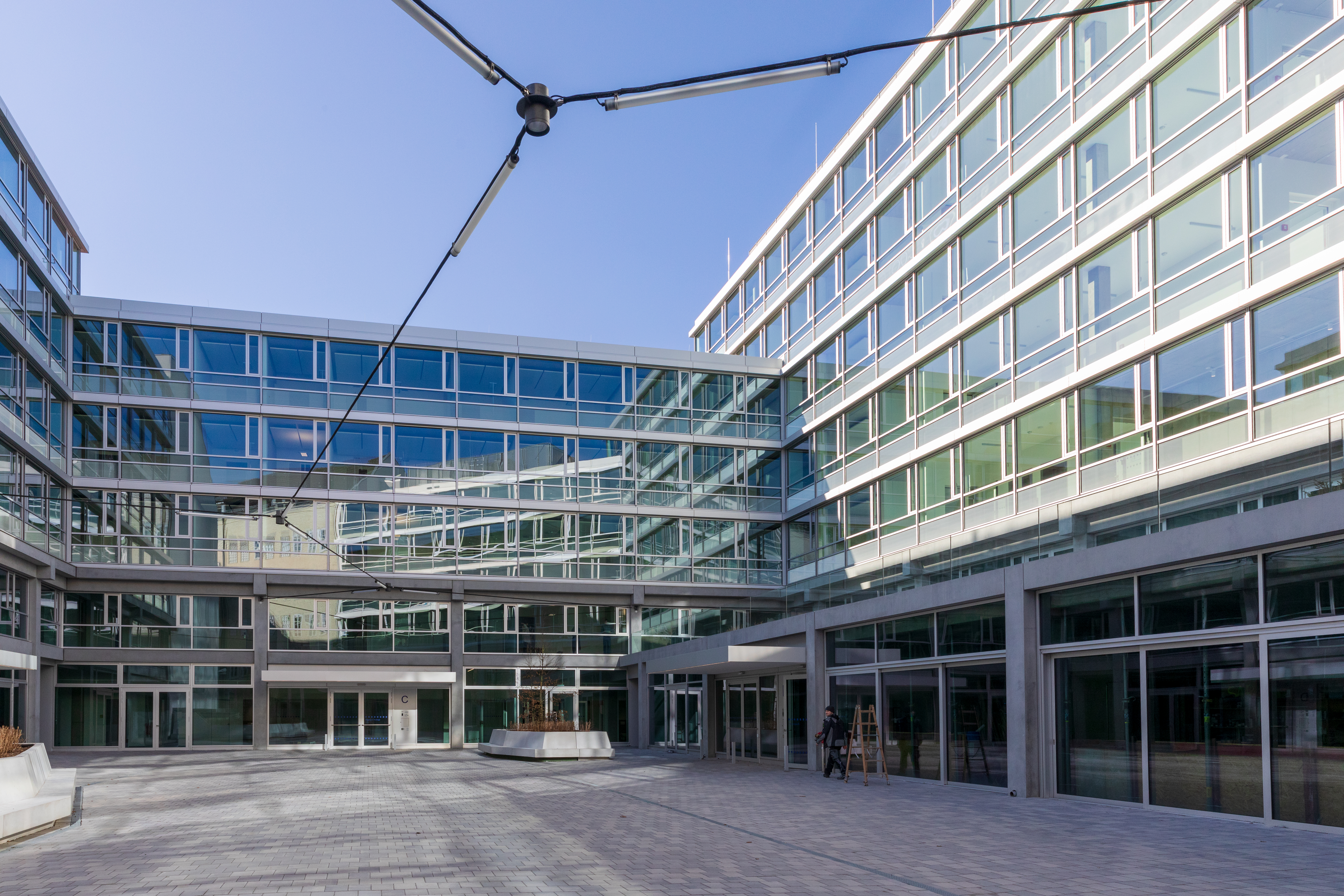
Die BVL-Dienststelle in Berlin-Mitte

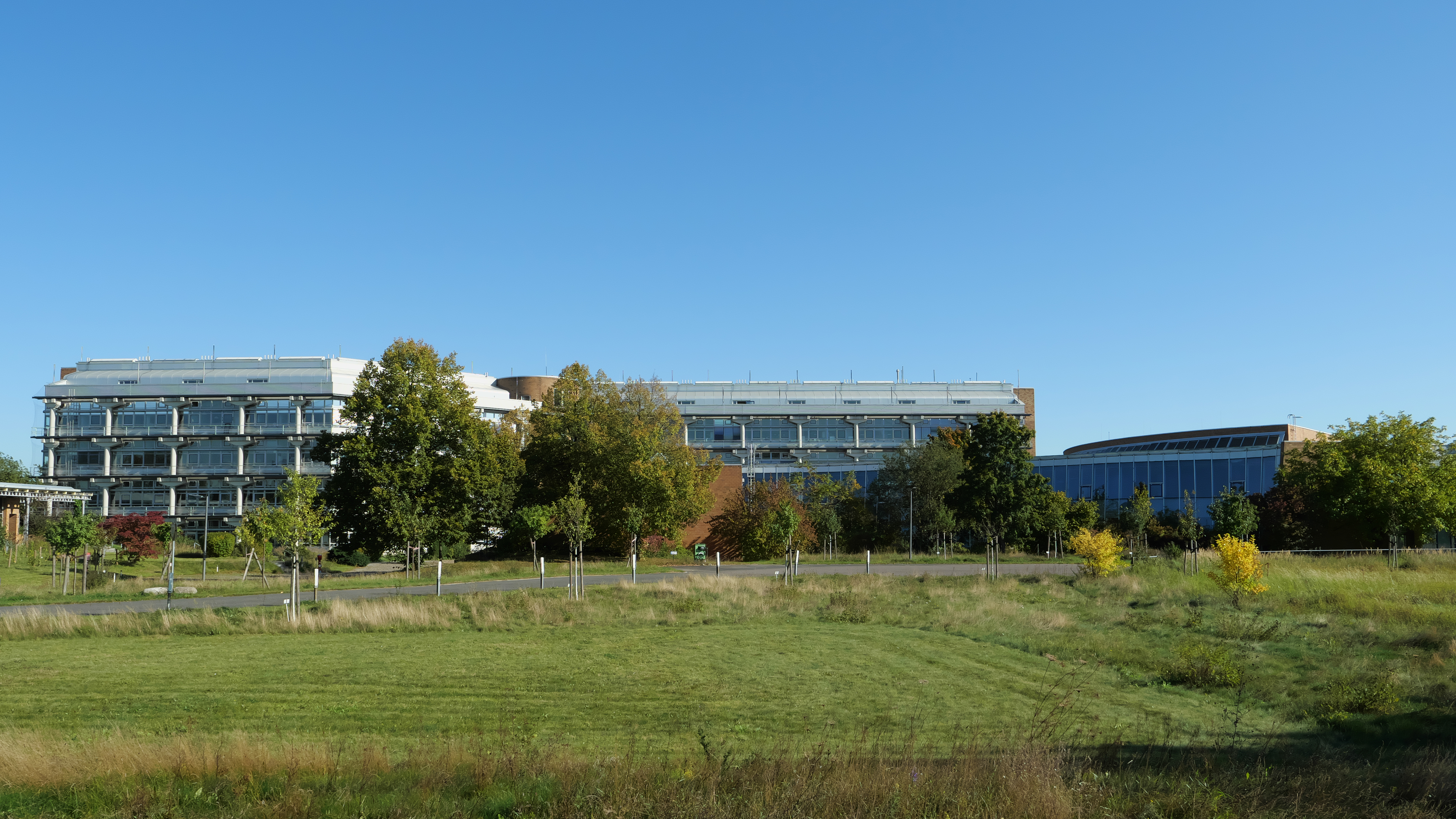
Die BVL-Dienststelle in Berlin-Marienfelde

Das Bundesamt für Verbraucherschutz und Lebensmittelsicherheit (BVL) ist eine zum Geschäftsbereich des Bundesministeriums für Ernährung und Landwirtschaft gehörende Bundesoberbehörde mit Hauptsitz in Braunschweig. Sie unterhält eine Dienststelle in Berlin.

## Neuorganisation des gesundheitlichen Verbraucherschutzes
Nach einer Reihe von kleineren Lebensmittelkrisen Ende der 1990er Jahre und der dann Europa weit dramatisch verlaufenden BSE -Krise mit dem einhergehenden Vertrauensverlust in die Politik wurde auch in Deutschland der Ruf nach einer Neuorganisation des Verbraucherschutzes laut. Einem Bericht der damaligen Präsidentin des Bundesrechnungshofs, Hedda von Wedel, an die damalige Bundesregierung folgend, wurde der gesundheitliche Verbraucherschutz zum 1. Januar 2002 neu organisiert. Bewertung und Management von Risiken, die früher unter dem Dach einer einzigen behördlichen Institution waren, wurden voneinander getrennt, um die Transparenz des staatlichen Handelns zu verbessern. In diesem Zuge wurde auf der Basis eines eigenen Errichtungsgesetzes die Bundesanstalt (später Bundesamt) für Verbraucherschutz und Lebensmittelsicherheit (BVL) als, nachgeordnet zum Bundesministerium für Ernährung und Landwirtschaft (BMEL), zuständige Bundesoberbehörde für das Risikomanagement errichtet, um die Koordination zwischen Bund und Ländern sowie die Kommunikation von Risiken zu verbessern. Die wissenschaftliche Beurteilung von Risiken liegt seitdem beim gleichzeitig neu gegründeten Bundesinstitut für Risikobewertung (BfR).
Diese Aufteilung entspricht auch der Behördenstruktur auf europäischer Ebene – Risikomanagement durch die Europäische Kommission und das Food and Veterinary Office (FVO) in Dublin, Irland, sowie die wissenschaftliche Risikobewertung durch die Europäische Behörde für Lebensmittelsicherheit (EFSA) in Parma, Italien.

## Rechtlicher Rahmen
Die Aufgaben der Behörde sind im BVL-Gesetz sowie in verschiedenen Fachgesetzen im Bereich des Lebensmittel-, Bedarfsgegenstände-, Futtermittel-, Pflanzenschutz-, Arzneimittel- und Gentechnikrechts festgeschrieben.

## Geschichte
Die Gründung erfolgte 2002. Von 2006 bis 2015 nahm das BVL auch Aufgaben des wirtschaftlichen Verbraucherschutzes wahr.

## Aufgaben
Das Bundesamt für Verbraucherschutz und Lebensmittelsicherheit ist zuständig für verschiedene Zulassungs- und Managementaufgaben im Bereich der Lebensmittelsicherheit. Es verfolgt das Ziel, im Bereich des gesundheitlichen Verbraucherschutzes die Koordination zwischen Bund und Bundesländern zu verbessern, die Kommunikation von Risiken transparenter zu gestalten und Risiken zu managen, bevor aus ihnen Krisen entstehen. 

### Lebensmittel
Das BVL spricht für bestimmte Lebensmittel Zulassungen aus und koordiniert gemeinsam mit den Bundesländern Überwachungsprogramme. Als nationale Kontaktstelle für das Europäische Schnellwarnsystem für Lebensmittel und Futtermittel RASFF sorgt das BVL für den Informationsfluss zwischen der Europäischen Union und den Bundesländern. Außerdem unterstützt es das Bundesministerium für Ernährung und Landwirtschaft beim Krisenmanagement. Darüber hinaus ist das BVL die Nationale Kontaktstelle für Audits des Lebensmittel- und Veterinäramtes der Europäischen Kommission (FVO) und fungiert als beratende und koordinierende Stelle bei Fragen der Ausfuhr tierischer Erzeugnisse. Das BVL betreibt im Auftrag der Bundesländer  die gemeinsame Zentralstelle „Kontrolle der im Internet gehandelten Erzeugnisse des LFGB und Tabakerzeugnisse“, kurz G@ZIELT.

### Bedarfsgegenstände und Tabakwaren
Für alle Bedarfsgegenstände, die mit Lebensmitteln oder dem Körper in Kontakt kommen, wie etwa Verpackungen, Kosmetika, Textilien oder Spielzeuge, sowie für Tabakwaren übernimmt das BVL die Koordination bestimmter Überwachungsaufgaben. Das BVL ist Nationale Kontaktstelle für die Zulassung von Lebensmittelkontaktmaterialien sowie für die administrative Zusammenarbeit und die ernsten unerwünschten Wirkungen (SUE) bei Kosmetikprodukten.

### Futtermittel
Das BVL prüft Anträge auf Zulassung von Futtermittelzusatzstoffen, Bioproteinen und Diätfuttermitteln. Es führt das Verzeichnis anerkannter bzw. registrierter Futtermittelbetriebe und das Verzeichnis der für die Einfuhr bestimmter Futtermittel festgelegten Grenzeingangsstellen. Das BVL wirkt bei der Koordination des Nationalen Kontrollprogramms Futtermittelsicherheit mit und koordiniert EU-weite Untersuchungs- und Erhebungsprogramme. Es behandelt Fragen im Bereich der tierischen Nebenprodukte und Folgeprodukte.

### Pflanzenschutzmittel
Das BVL ist für die Zulassung von Pflanzenschutzmitteln in Deutschland zuständig und bildet die nationale Koordinierungsstelle für die Prüfung von Pflanzenschutzmittel-Wirkstoffen und die Festsetzung von Rückstandshöchstgehalten in der Europäischen Union. Im Zulassungsverfahren ist das BVL verantwortlich für das Risikomanagement, das negative Auswirkungen des Einsatzes von Pflanzenschutzmitteln auf Mensch und Umwelt vermeiden soll. Zudem listet das BVL in Deutschland erlaubte Pflanzenstärkungsmittel und Zusatzstoffe.

### Tierarzneimittel
Die Zulassung von Tierarzneimitteln soll die Qualität, die Wirksamkeit und die Unbedenklichkeit dieser Arzneimitteln sicherstellen.  Für die Zulassung von Tierarzneimitteln und die Mitarbeit bei EU-Zulassungsverfahren ist in Deutschland das BVL zuständig. Treten bei zugelassenen Tierarzneimitteln unerwünschte Wirkungen auf, so sind Tierärzte und pharmazeutische Unternehmen verpflichtet, dies dem BVL zu melden.  Das Thema Resistenzen auf Antibiotika wird von einem Team des BVL systematisiert und koordiniert. Die Schlussfolgerungen aus der Resistenzerfassung werden bei der Zulassung berücksichtigt.

### Gentechnik
Bevor ein GVO in Deutschland für wissenschaftliche Zwecke freigesetzt werden darf, muss dies vom BVL genehmigt werden. Mit dem Standortregister schafft das BVL Transparenz und ermöglicht so die Koexistenz GVO nutzender und GVO vermeidender Landwirtschaft. Sollen GVO kommerziell angebaut werden, gibt das BVL im gemeinschaftlichen Genehmigungsverfahren der Europäischen Union eine Stellungnahme ab. Das BVL ist als nationale Kontaktstelle für den internationalen Informationsaustausch über GVO im Biosafety Clearing House, einer internationalen Informationsplattform, verantwortlich. Außerdem ist beim BVL die Geschäftsstelle der Zentralen Kommission für die Biologische Sicherheit (ZKBS) eingerichtet, die Bundesregierung und Bundesländer berät.

### Laboratorien
Um einheitliche Standards bei den Lebensmittelkontrollen in der Europäischen Union zu erreichen, arbeiten nationale und europäische Referenzlaboratorien in einem Netzwerk zusammen. Im BVL sind ein europäisches und acht nationale Referenzlaboratorien für bestimmte Rückstände und Kontaminanten angesiedelt, dazu die amtliche Sammlung von Untersuchungsverfahren.

## Publikationen
Die Behörde gibt seit 2006 das Journal für Verbraucherschutz und Lebensmittelsicherheit (JVL) heraus. Das periodisch erscheinende JVL publiziert begutachtete deutsch- und englischsprachige Original- und Übersichtsarbeiten mit aktuellem Bezug. Mit wissenschaftlichen Artikeln aus der Grundlagen- und der angewandten Forschung sowie der administrativen Überwachungstätigkeit bildet das JVL Stand und Entwicklungen im Bereich Verbraucherschutz und Lebensmittelsicherheit ab. Das Journal für Verbraucherschutz und Lebensmittelsicherheit erscheint im Springer-Verlag. Des Weiteren publiziert das BVL verschiedene, jährlich erscheinende Berichtshefte, beispielsweise zur Lebensmittelüberwachung oder zum Handel mit oder Anwendung von Pflanzenschutzmitteln.
Das BVL betreibt verschiedene Internetportale. In Zusammenarbeit mit der Gottfried Wilhelm Leibniz Universität Hannover entstand die „Verbraucher-Suchmaschine“ Clewwa, mit der eine gezielte Suche nach Informationen zum Thema Verbraucherschutz möglich ist. Gemeinsam mit der Germany Trade and Invest, der Gesellschaft der Bundesrepublik Deutschland für Außenwirtschaft und Standortmarketing, hat das BVL das Portal 21 errichtet. Das Informations- und Serviceportal unterstützt Verbraucher und Unternehmer, wenn sie Dienstleistungen im und aus dem europäischen Ausland in Anspruch nehmen. Es informiert Dienstleistungsempfänger über die rechtlichen Rahmenbedingungen und über den Verbraucherschutz im europäischen Ausland.
Darüber hinaus koordinierte das BVL von 2006 bis 2012 den „Aktionsplan gegen Allergien“ für das Bundesministerium für Ernährung, Landwirtschaft und Verbraucherschutz und betreute in diesem Rahmen ein Internetportal mit Informationen rund um das Thema Allergien.